# Милування квітами
Милування квітами (яп. 花見 «ханамі») — традиції любування квітами у різних народів.

## В Японії

### Ханасампо
У переклад з японської «ханасампо» означає «квітка прогулянка». В Японії існує багато місць, де вирощують лише один вид квітів. На період їхнього цвітіння туди з'їжджається багато туристів помилуватися. 
Серед найпопулярніших фестивалів милування квітами є такі:
- Немофіла в Приморському парку Хітаті-Нака в квітні-травні
- Phlox stolonifera в парку Тітібу (Сайтама) з березня по червень
- Гліцинія — це ліана. Її вирощують на спеціальних конструкціях так, щоб можна було під ними ходити під час цвітіння. Популярними місцями милування квітами є парк в Тотіґі (Тотіґі) та Фукуока в квітні-травні
- Лікоріс променистий в Хідака (Сайтама) у вересні-жовтні
- Сакура по всій країні з лютого по травень. Ритуал споглядання сакури називають «ханамі».[1]

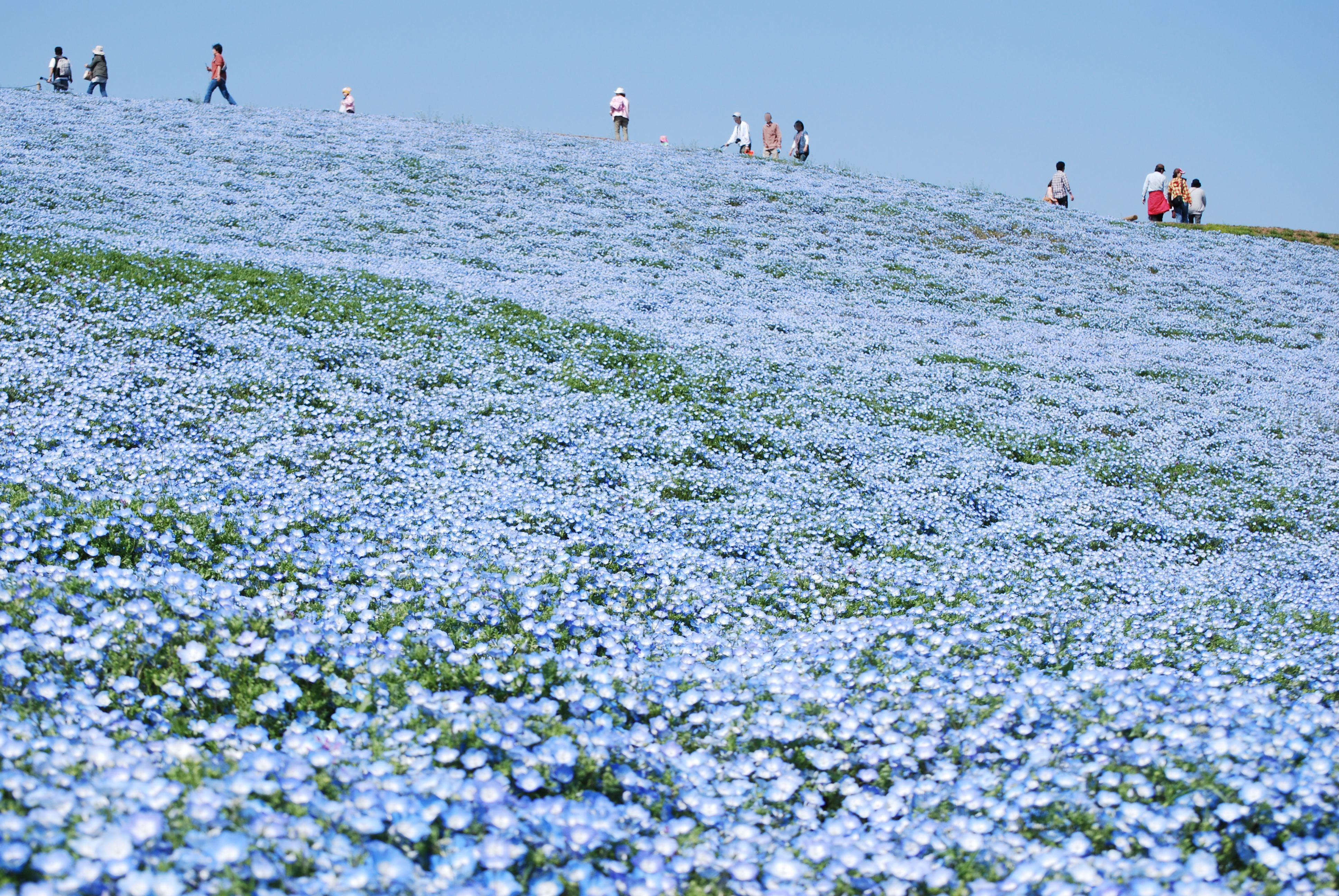
Поле Немофіли
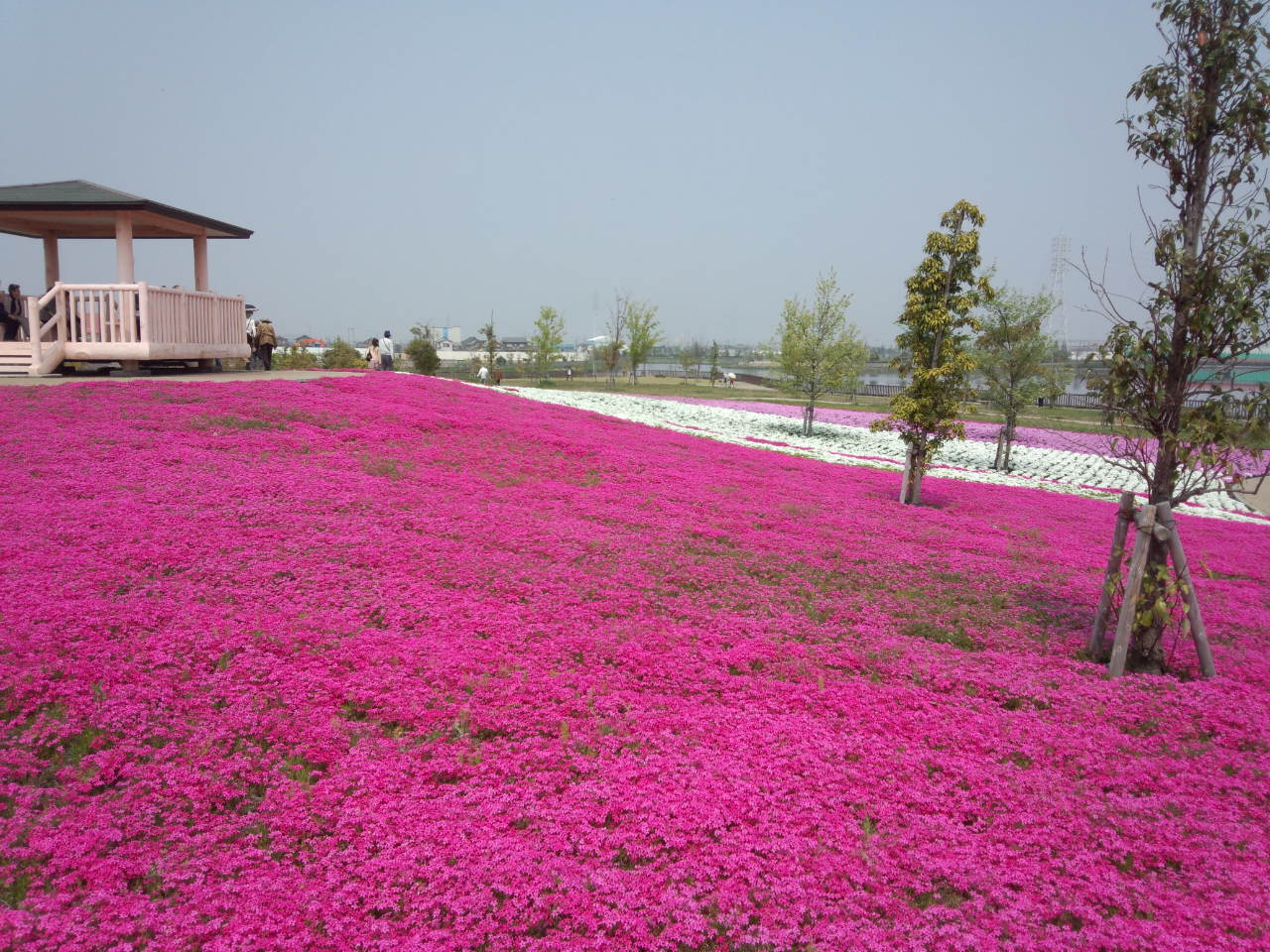
Поле Phlox stolonifera
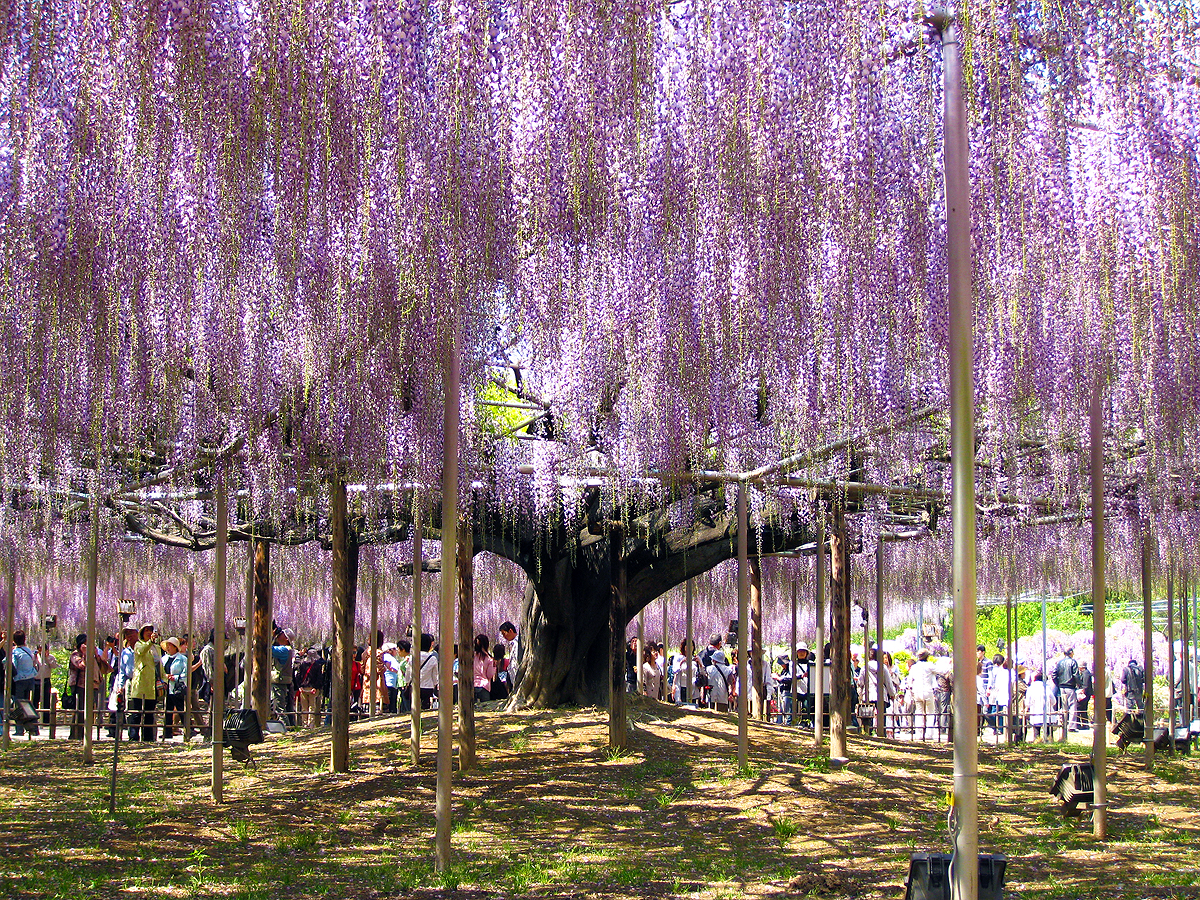
Гліцинія в Тотіґі (Тотіґі)
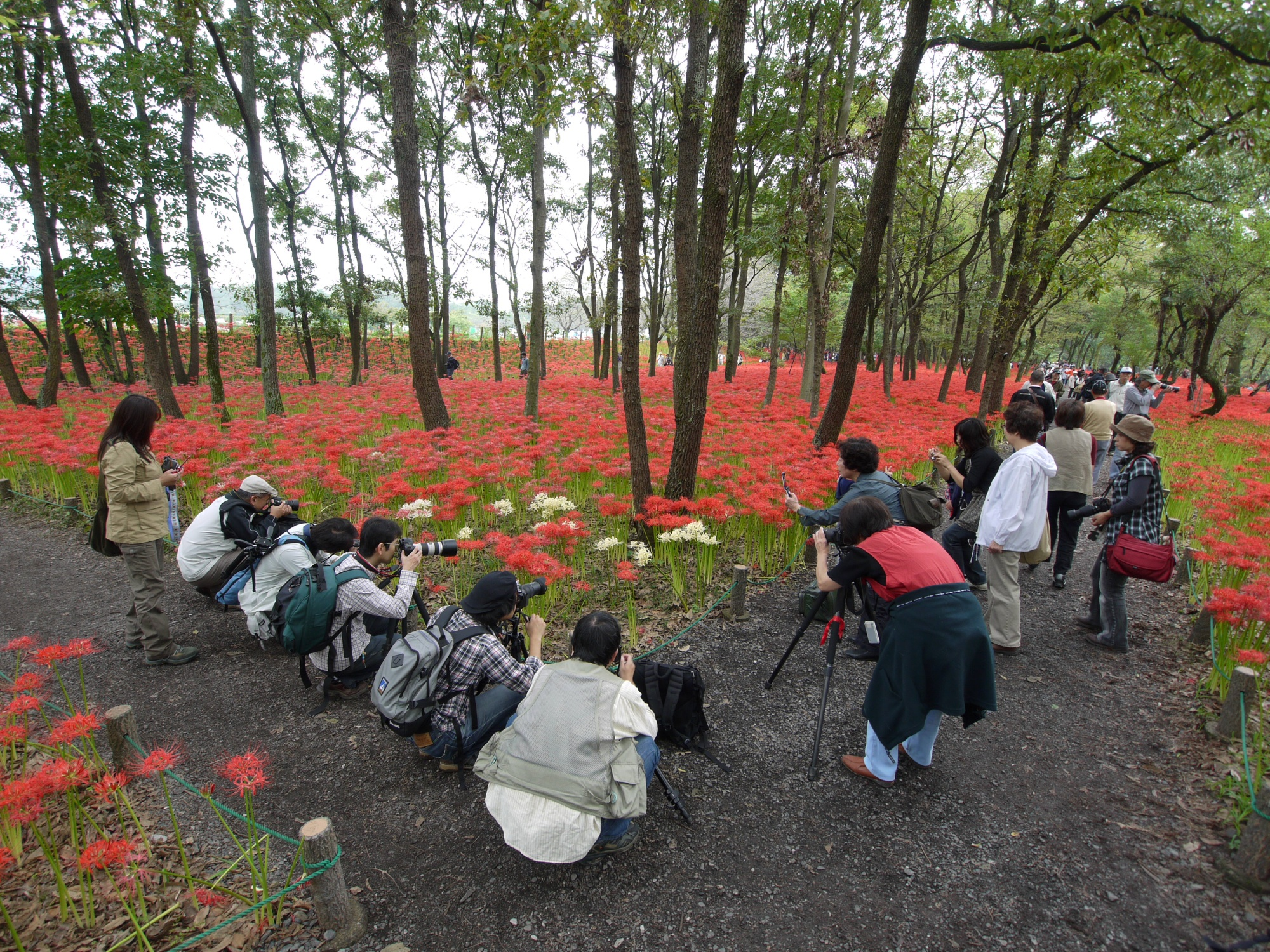
Лікоріс променистий в Хідака (Сайтама)
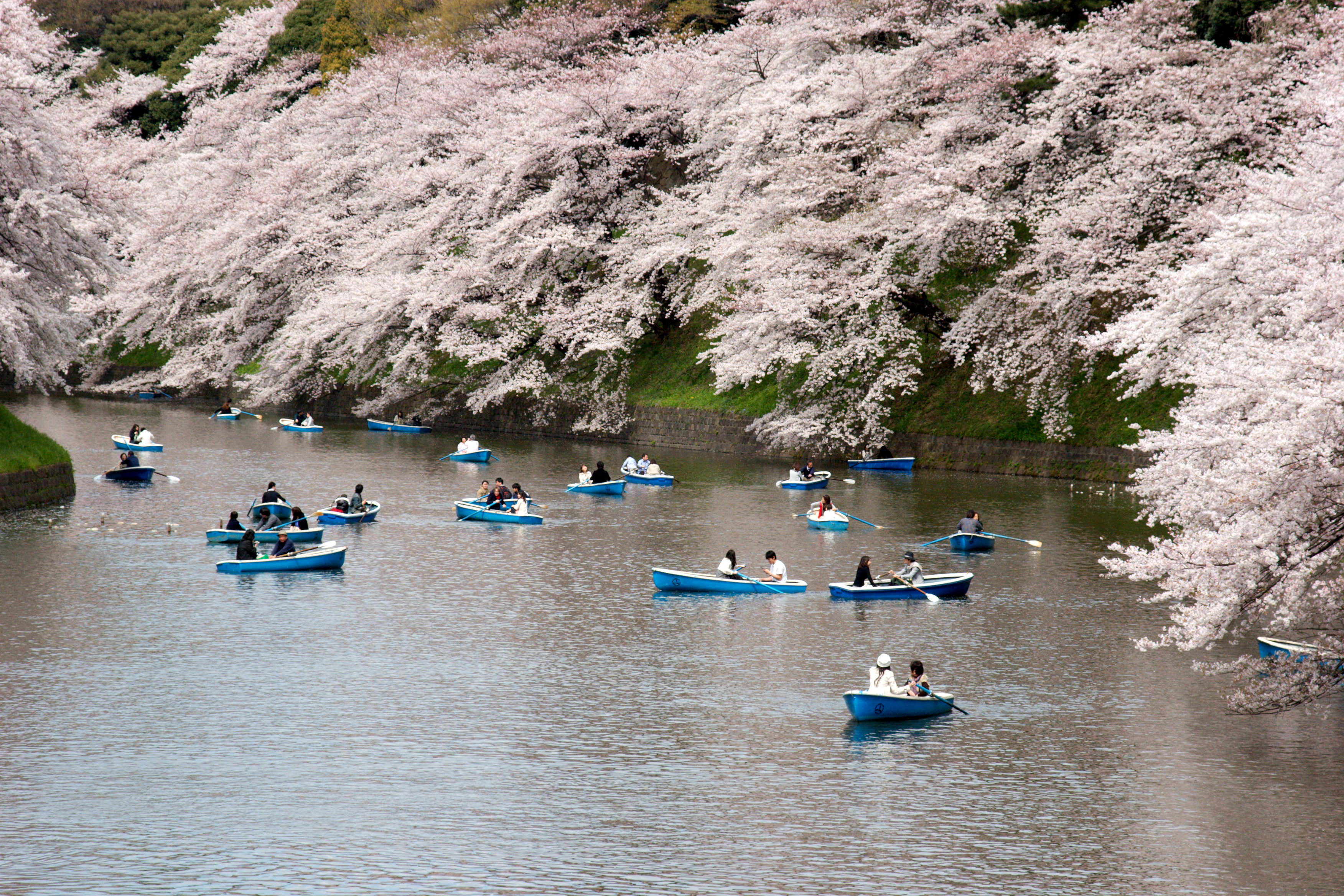
Милування сакурою

### Ханамі
Традиційно в Японії ритуал ханамі пов'язаний із вишнею (сакура) та зрідка сливою (яп. 梅 «уме»). Вперше милування сливою згадується у Період Нара (710–794 рр). В Період Хейан (794–1185) стало популярне милування сакурою. Імператор Саґа (786 — 842 рр) схвалив практику вживати саке та бенкетувати під час ханамі. З того часу у середовищі аристократії та самураїв, а згодом і простих людей склалася традиція влаштовувати вечірки під квітучими деревами, що триває і до тепер.

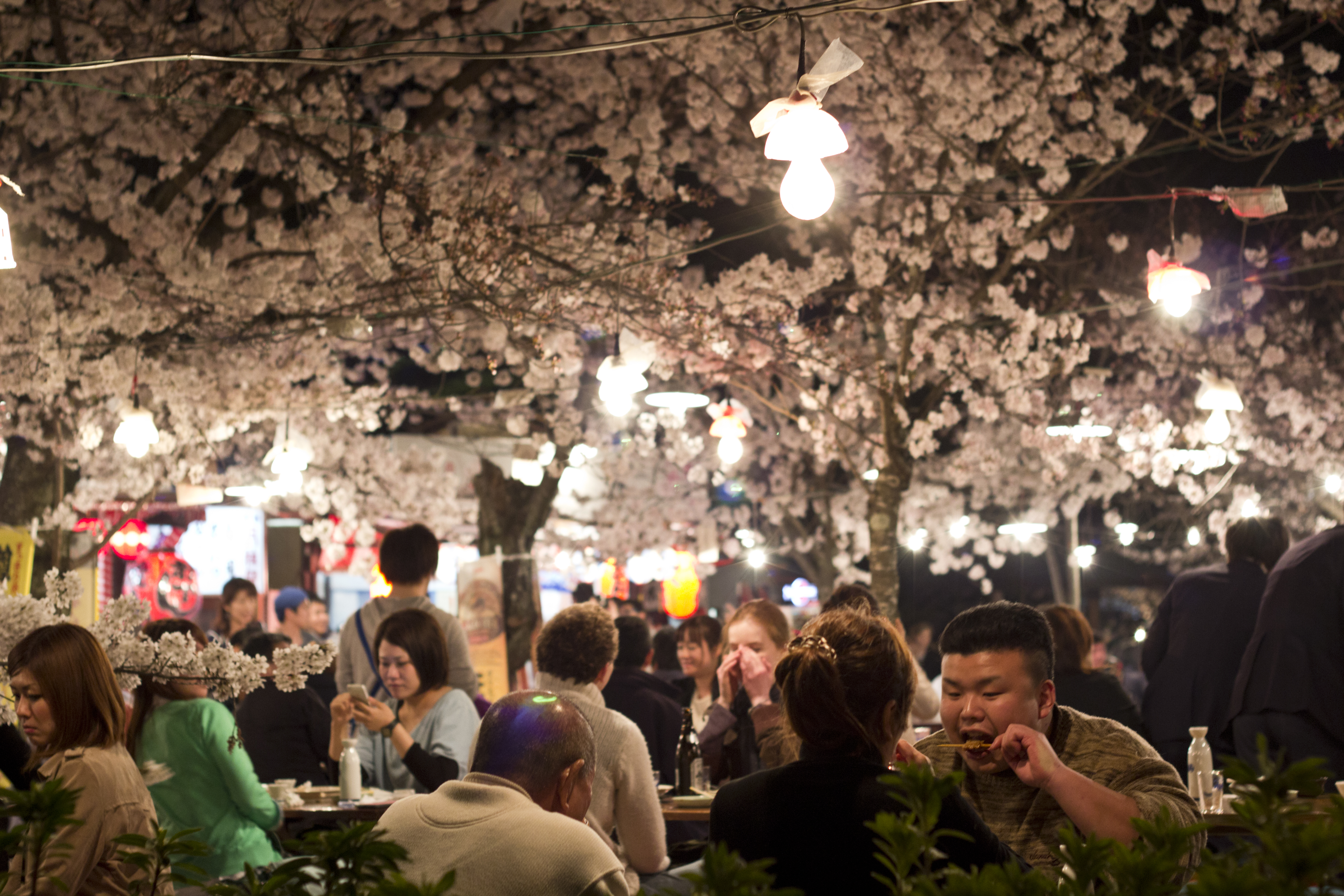
Вечірка під сакурою в Кіото

Починається період споглядання квітів сакури з острова Окінава, де вона зацвітає у лютому і триває до початку травня у північних регіонах. В новинах передають як проходить «фронт цвітіння сакури» з півдня на північ. У сучасній Японії ханамі складається з посиденьок та вечірок між квітучих дерев вдень чи вночі. Нічне ханамі називається «йозакура» яп. 夜桜. Під час нічного милування на дерева вішаються ліхтарі. Милування сливою популярне серед старших людей, оскільки на милування сакурою збирається більше молоді, що створює більше натовпу і шуму. На противагу поширеному уявленню про ханамі як про спокійну медитацію, милування сакурою в Японії перетворюється на шумні вечірки. Існує навіть японська приказка «вареники краще за квіти» (яп. 花より団子 «хана йорі данго»), в якій японці жартівливо висміюють те, що люди за їжею на випивкою забувають за милування квітами. 
У багатьох містах з цвітінням сакури починається навчальний рік у школі.

### Ханамі у японському мистецтві
Про милування сакурою складено багато віршів та написано багато картин.

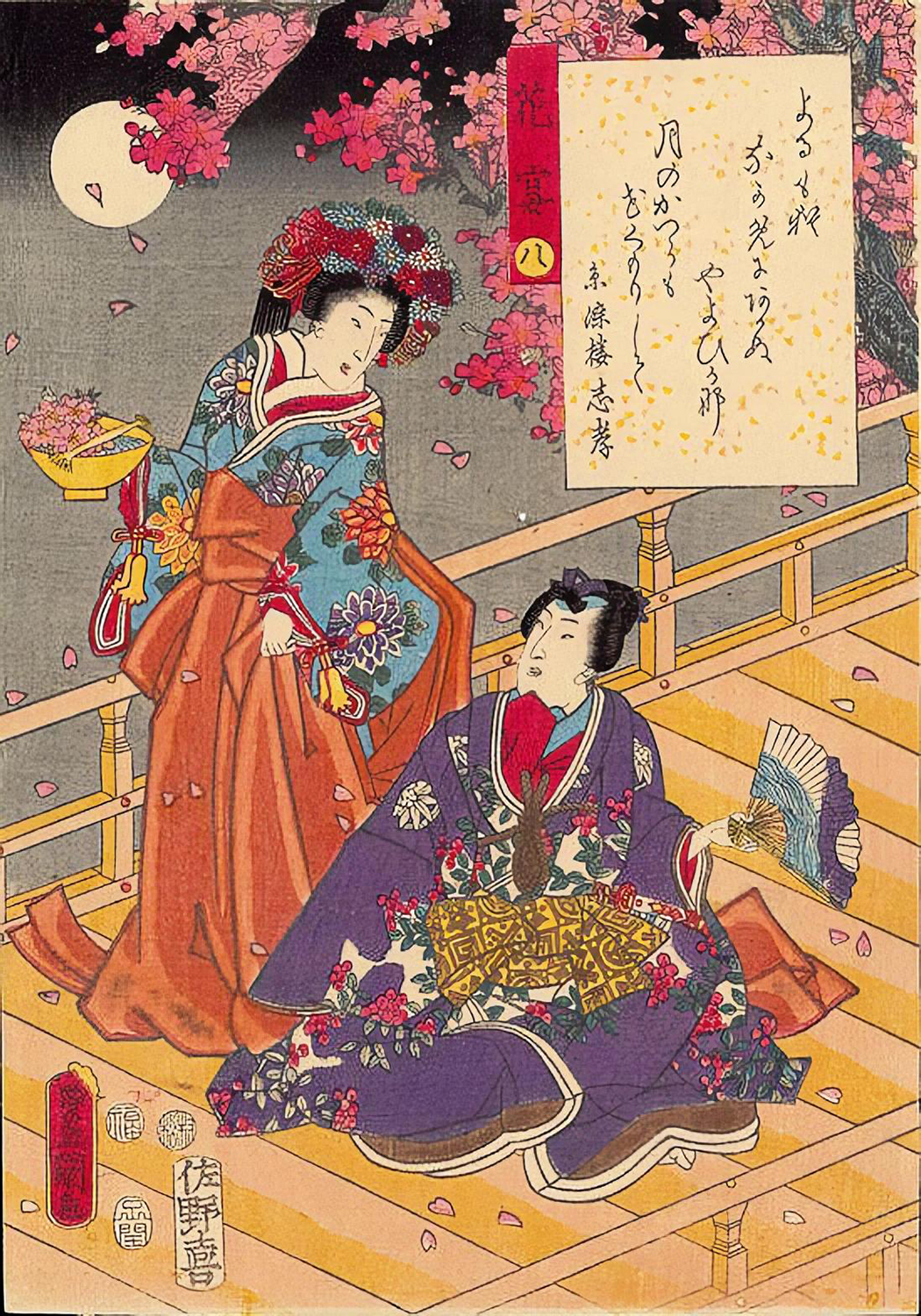
Ілюстрація з Ґендзі моноґатарі, глава 20, "Під квітучою сакурою", художника Кунісада, 1852
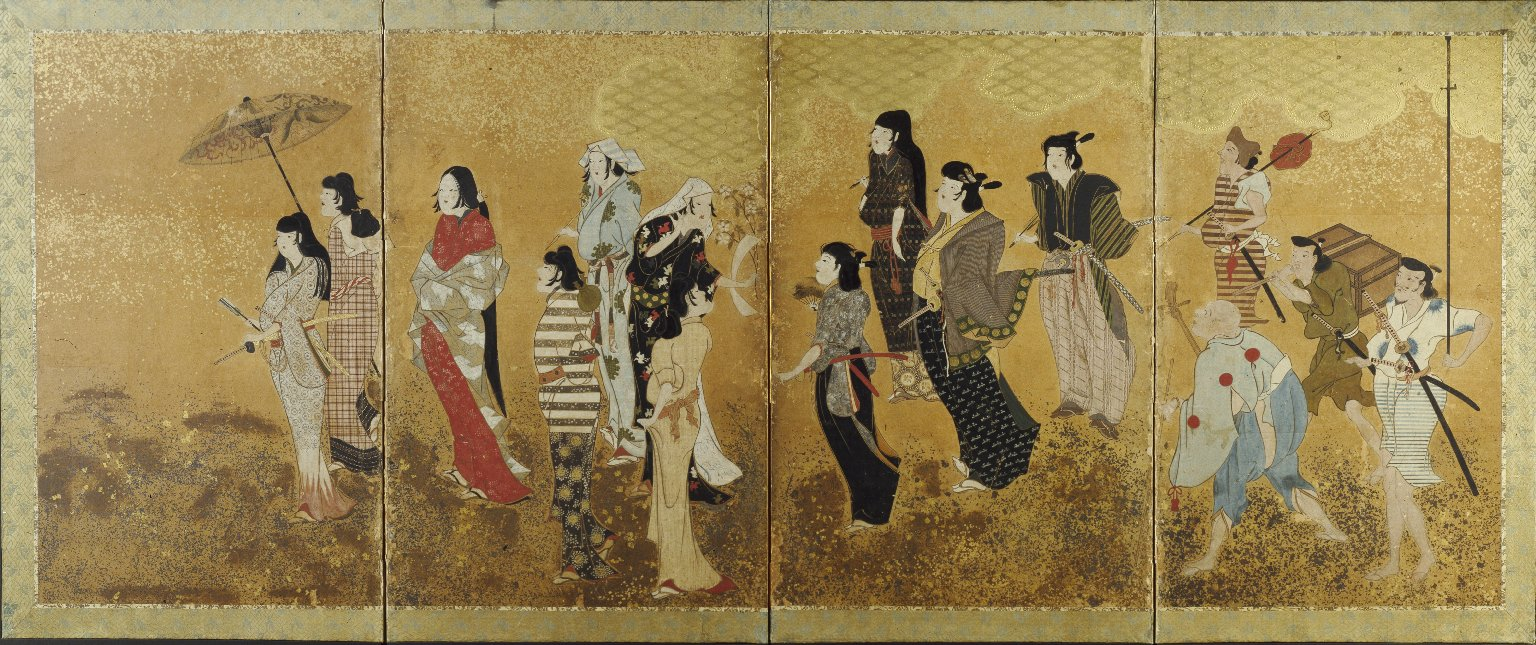
Милування квітами вишні, 1624–1644, Період Едо. Чорнило, кольорові та золоті листки на папері, Бруклінський музей
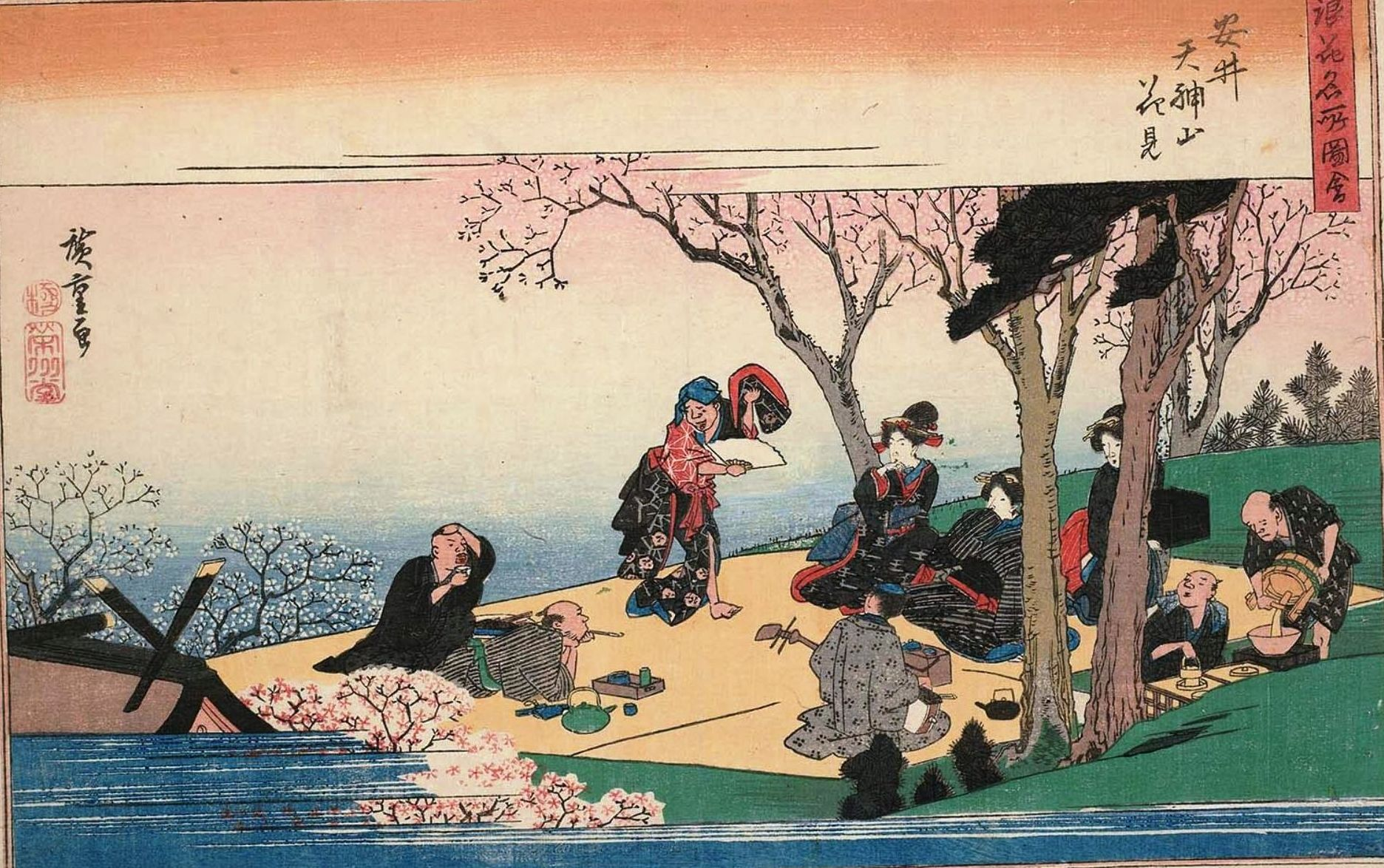
Ханамі в Осаці. Люди насолоджуються милуванням квітів танцями, музикою, їжею та саке. Утаґава Хірошіґе, 1834
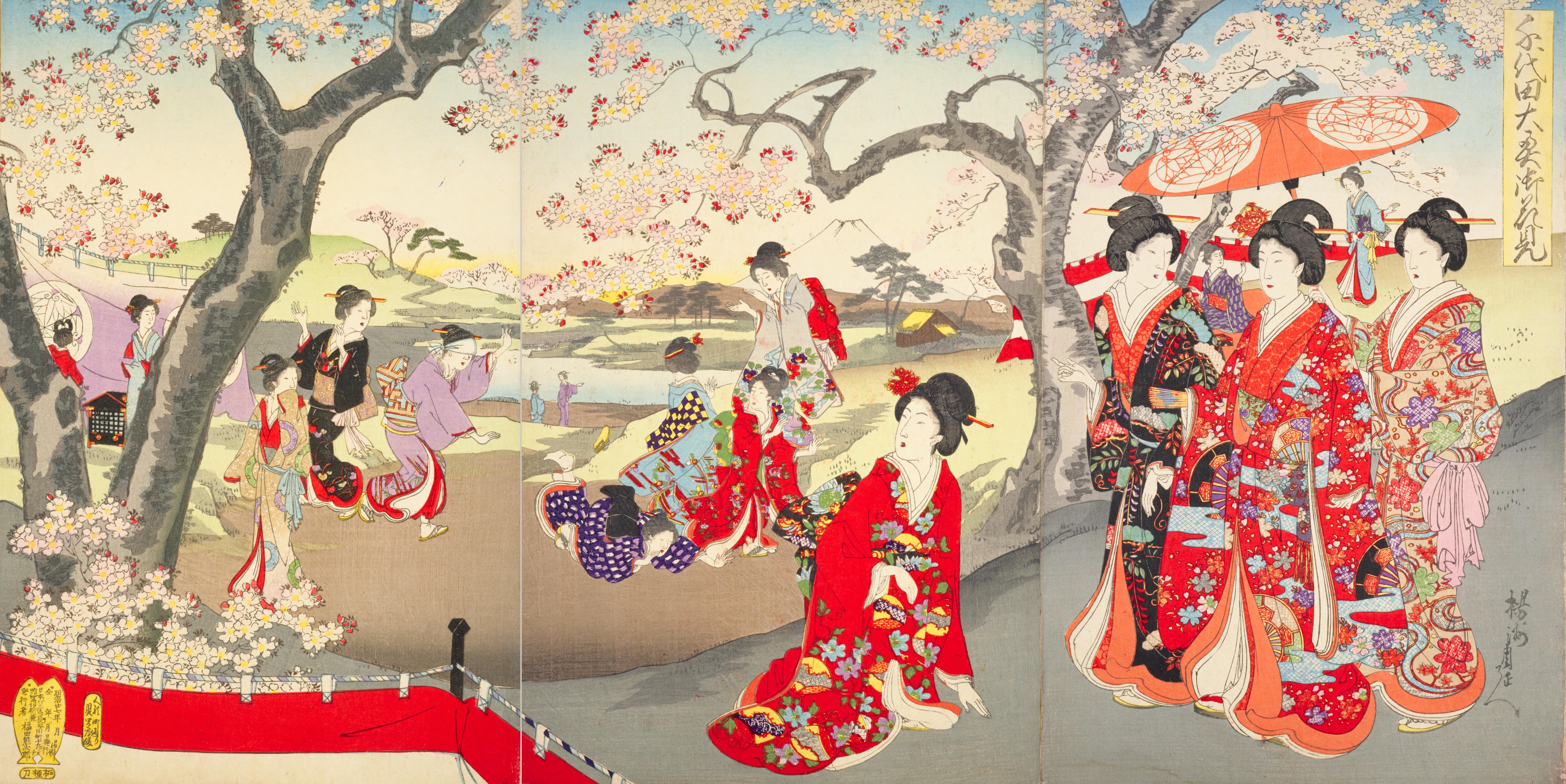
Тоехару Тіканобу. Жінки в палаці Едо насолоджуються сакурою, що квітне, 1894
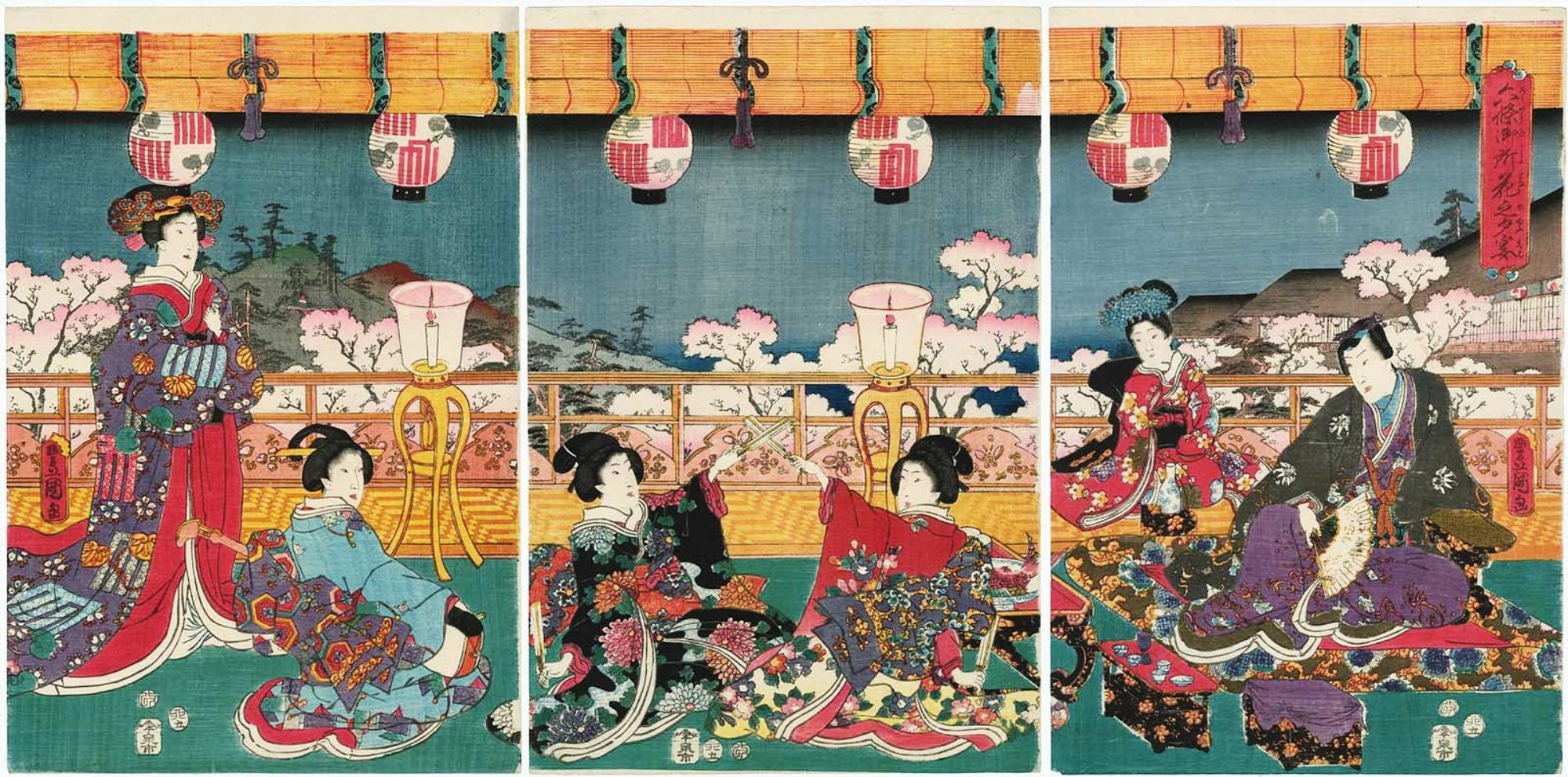
Вечірній бенкет приурочений ханамі в палаці. Кунісада, 1855
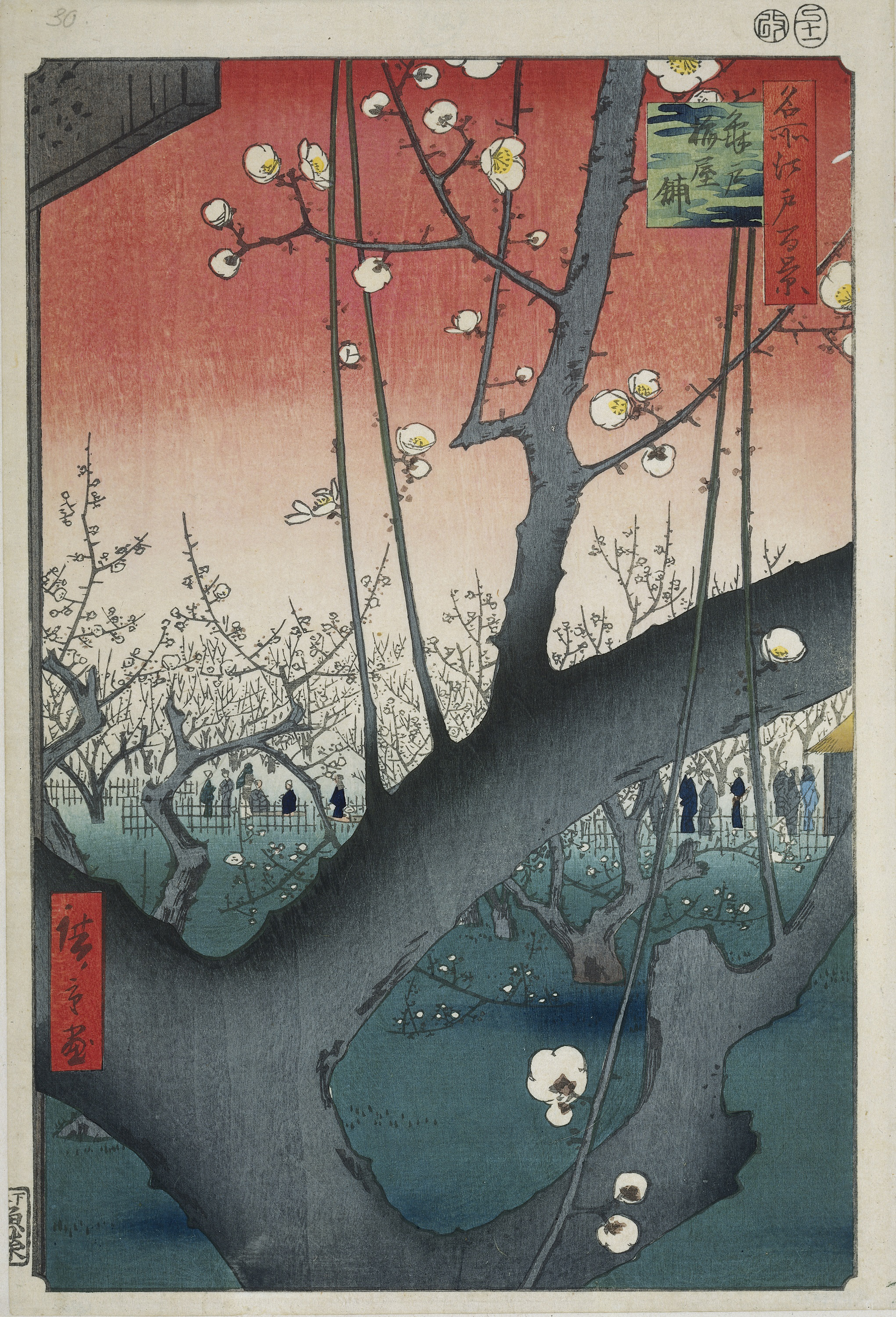
Сливовий парк в Камейдо, Хірошіґе, 1857

## В Україні
В Україні традиції милування квітами існують, проте вони менш організовані ніж у Японії.
| Назва                           | Регіон                 | Ілюстрація | Опис |
| Березень                        |                        |            | |
| Сині гори                       | Київська область       |            | У деяких селищах (наприклад Дослідницьке) є весняна традиція ходити дивитися на квіт пролісків. Місця, де рясно квітнуть проліски, зазвичай називаються «сині гори». |
| Долина крокусів                 | Закарпатська область   |            | В другій половині березня територія музею «Старого села», що у Закарпатській Колочаві можна помилуватися квітом крокусів. |
| Долина білоцвіту                | Закарпатська область   |            | Підсніжниками та весняними первоцвітами можна помилуватися в просторах долини біля підніжжя залишків Броньківського замку (ХІІІ ст), що на Закарпатті. Пік цвітіння припадає на другу половину березня. |
| Квітень                         |                        |            | |
| Бал магнолій                    | Київ                   |            | У Києві існує міська традиція милуватися магноліями в ботанічних садах (Ботанічний сад ім. академіка О. В. Фоміна та Національний ботанічний сад ім. Миколи Гришка) у квітні. |
| Шафран в Карпатах               | Київ                   |            | Щовесни схили Свидовецького хребта вкриваються ніжними квітами – тут зацвітають чарівні крокуси (шафран Гейфеля). |
| Виставка тюльпанів              | Київ                   |            | У Києві в квітні стартує традиційна виставка тюльпанів. |
| Долина тюльпанів                | Чернівецька область    |            | У с. Лужани (Україна) на тюльпанових полях щороку розцвітає більше п’ятдесяти сортів цих квітів. |
| Парк тюльпанів у Кропивницькому | Кіровоградська область |            | Туристи приїжджають до Дендропарку у місті Кропивницький навесні – у квітні-травні, коли розквітає тюльпанова алея. |
| Тюльпани у Добропарку           | Київська область       |            | Поля тюльпанів завдовжки в більш ніж у вісім кілометрів можна побачити в унікальному дендропарку “Добропарк” на Житомирській трасі, на відстані 18 км від столиці. |
| Долина диких тюльпанів          | Львівська область      |            | У квітні долина диких тюльпанів (Рябчик шаховий) манить до себе сотні відвідувачів. Знаходиться вона на Львівщині, у заплавах річок Дністер та Рибниця у ландшафтному заказнику Стариці Дністра. Також ними можна помилуватися у Надітичі, що на Львівщині. |
| Травень                         |                        |            | |
| Фестиваль бузку                 | Київ                   |            | У травні кияни традиційно відвідують ботанічний сад, коли там зацвітає бузок. |
| Долина нарцисів                 | Закарпатська область   |            | Біля Хуста знаходиться Долина нарцисів. У період масового цвітіння (друга — початок третьої декади травня) «Долина» вкривається майже суцільним білим килимом квітучих нарцисів, що помилуватися ними приїжджають звідусіль. |
| Орхідеї Кінбурнської коси       | Миколаївська область   |            | На території Кінбурнської коси знаходиться «Орхідне поле», котре знаходиться під охороною національного та регіонального природних парків. Воно займає площу біля 60 га, є найбільшим у Європі полем наземних орхідей, яких зростає тут п’ять видів: Плодоріжка блощична, розмальована, Плодоріжка болотна, Плодоріжка салепова та запашна. Всі вони занесені до Червоної книги України. Їх середня рясність місцями сягає 30 – 40 особин на метр квадратний, а загальна кількість – кілька мільйонів. Помилуватись цвітінням цих рідкісних квітів можна з кінця квітня до середини червня. |
| Київське ханамі                 | Київ                   |            | Щорічно відбувається на початку травня посеред алеї сакур в парку Кіото. Організовується київським відділенням аніме-клубу "Міцурукі". |
| Західноукраїнське ханамі        | Закарпатська область   |            | Щорічно відбувається на початку травня посеред алеї сакур в Ужгороді. Організовується львівським відділенням аніме-клубу "Міцурукі". |
| Жовтень                         |                        |            | |
| Парад хризантем                 | Крим                   |            | Більше пів сторіччя у Нікітському ботанічному саді проводять фестиваль хризантем. Щороку обирають кращу квітку. |
| Бал хризантем                   | Харківська область     |            | У Фельдман Екопарці у Харкові щороку відбувається виставка хризантем. |